# Miroslav Stević
Miroslav Stević (cyr. Мирослав Стевић, ur. 7 stycznia 1970 w Ljuboviji) – serbski piłkarz grający na pozycji defensywnego pomocnika.

## Kariera klubowa
Piłkarską karierę Stević rozpoczął w klubie NK Jedinstvo Bihać. W 1988 roku zadebiutował w jego barwach w trzeciej lidze jugosłowiańskiej, ale jeszcze w trakcie sezonu odszedł do pierwszoligowego Partizana. Rok później po rozegraniu zaledwie 6 meczów w koszulce Partizana trafił do FK Rad i tam grał do końca 1991 roku, uczestnicząc m.in. w zreorganizowanej lidze jugosłowiańskiej.
Na początku 1992 roku Stević wyjechał z Jugosławii do Szwajcarii. Przez pół roku występował w drużynie Grasshopper Club. Tam grał całą wiosnę, a już latem przeszedł do niemieckiego Dynama Drezno. W Bundeslidze zadebiutował 15 sierpnia w zremisowanym 1:1 spotkaniu z Eintrachtem Frankfurt. W Dynamie przez dwa lata grał w pierwszym składzie i utrzymywał się z nim w lidze, a w 1994 roku odszedł do TSV 1860 Monachium. W zespole „Lwów” swój pierwszy mecz rozegrał 16 września w przegranym 1:3 meczu z Karlsruher SC. W TSV grał ze zmiennym szczęściem – w niektórych sezonach grał w pierwszym składzie, w innych był częściej rezerwowym lub leczył kontuzje. Nie odniósł większych sukcesów, a do końca 1998 roku rozegrał dla klubu z Monachium 104 mecze i zdobył w nich 4 gole.
Na początku 1999 roku Stević przeszedł do jednego z czołowych klubów w kraju, Borussii Dortmund. Zadebiutował w nim 20 lutego w przegranym 0:3 wyjazdowym spotkaniu z Herthą BSC, w którym otrzymał czerwoną kartkę. Największe sukcesy z Borussią osiągał w 2002 roku, gdy wywalczył z nią mistrzostwo Niemiec, a także dotarł do finału Pucharu UEFA, w którym Borussia przegrała 2:3 z Feyenoordem.
Latem 2002 Serb został zawodnikiem tureckiego Fenerbahçe SK ze Stambułu. W Süper Lig rozegrał 18 meczów i zdobył 1 gola, ale zawodnicy „Fener” nie zaliczyli udanego sezonu zajmując 6. pozycję w lidze. W 2003 roku wrócił do Niemiec i przez sezon grał w VfL Bochum (debiut: 27 września w zremisowanym 2:2 meczu z Borussią Mönchengladbach). Pomógł Bochum w zajęciu 5. miejsca, gwarantującego start w Pucharze UEFA, ale po sezonie odszedł do drugoligowego SpVgg Unterhaching. W 2006 roku w jego barwach zakończył piłkarską karierę.
| Sezon   | Klub               | Kraj       | Rozgrywki      | Mecze | Bramki |
| ------- | ------------------ | ---------- | -------------- | ----- | ------ |
| 1988/89 | NK Jedinstvo Bihać | Jugosławia | Treća liga     | 24    | 6      |
| 1988/89 | FK Partizan        | Jugosławia | Prva liga      | 4     | 0      |
| 1989/90 | FK Partizan        | Jugosławia | Prva liga      | 2     | 0      |
| 1989/90 | FK Rad             | Jugosławia | Prva liga      | 22    | 1      |
| 1990/91 | FK Rad             | Jugosławia | Prva liga      | 26    | 2      |
| 1991/92 | FK Rad             | Jugosławia | Prva liga      | 14    | 1      |
| 1991/92 | Grasshopper Club   | Szwajcaria | Nationalliga A | 9     | 0      |
| 1992/93 | Dynamo Drezno      | Niemcy     | Bundesliga     | 29    | 2      |
| 1993/94 | Dynamo Drezno      | Niemcy     | Bundesliga     | 26    | 2      |
| 1994/95 | TSV 1860 Monachium | Niemcy     | Bundesliga     | 24    | 0      |
| 1995/96 | TSV 1860 Monachium | Niemcy     | Bundesliga     | 20    | 2      |
| 1996/97 | TSV 1860 Monachium | Niemcy     | Bundesliga     | 15    | 0      |
| 1997/98 | TSV 1860 Monachium | Niemcy     | Bundesliga     | 28    | 1      |
| 1998/99 | TSV 1860 Monachium | Niemcy     | Bundesliga     | 17    | 0      |
| 1998/99 | Borussia Dortmund  | Niemcy     | Bundesliga     | 14    | 1      |
| 1999/00 | Borussia Dortmund  | Niemcy     | Bundesliga     | 30    | 0      |
| 2000/01 | Borussia Dortmund  | Niemcy     | Bundesliga     | 23    | 5      |
| 2001/02 | Borussia Dortmund  | Niemcy     | Bundesliga     | 24    | 2      |
| 2002/03 | Fenerbahçe SK      | Turcja     | Süper Lig      | 18    | 1      |
| 2003/04 | VfL Bochum         | Niemcy     | Bundesliga     | 21    | 1      |
| 2004/05 | SpVgg Unterhaching | Niemcy     | 2. Bundesliga  | 14    | 0      |
| 2005/06 | SpVgg Unterhaching | Niemcy     | 2. Bundesliga  | 8     | 0      |

## Kariera reprezentacyjna
W reprezentacji Jugosławii Stević zadebiutował 28 stycznia 1998 roku w wygranym 3:0 towarzyskim spotkaniu z Tunezją. W tym samym roku został powołany przez Slobodana Santrača do kadry na Mistrzostwa Świata we Francji. Tam wystąpił jedynie w zremisowanym 2:2 meczu z Niemcam, który był jego ostatnim w reprezentacji. Łącznie wystąpił w niej 6 razy.